# 우분투 버전 역사
우분투의 버전은 배포판이 나온 연도와 달로 매긴다. 7.10은 2007년 10월, 8.04는 2008년 4월에 나온 버전이다. 각 버전은 알파벳 순서로(6.06 LTS부터) 만든 형용사와 명사의 조합으로 코드명이 붙는다. 7.10은 G에서 만든 Gutsy Gibbon이라는 이름이 붙으며, 8.04는 H에서 Hardy Heron, 8.10은 I에서 Intrepid Ibex이다. 처음 세개의 버전을 제외한 나머지 버전은 알파벳 순서로 명명되어서 사용자들이 버전 순서를 파악하는 데 용이하게 했다. LTS(Long Term Support)는 장기 지원 버전으로, 4번에 한 번, 즉 원칙적으로 2년에 한 번씩 나온다. 현재 가장 최신 버전의 LTS는 18.04이다. 10년간 장기지원한다.
각 버전별 지원 기간은 12.10까지는 1년 6개월이다. 13.04부터는 9개월로 지원 기간이 단축되었지만 짝수 연도 상반기마다 나오는 장기지원버전(LTS)은 모든 버전을 늘어난 5년간 지원하도록 정책이 바뀌었다. 처음에는 데스크톱판이 3년으로, 서버판이 5년으로 차별화되어 있었으나, 12.04 버전부터 둘 다 5년으로 일원화돠었다. 14.04 LTS 버전부터는 10년간으로 늘어났다. 이러한 정책의 밑바탕이 되는 주기적이고 장기적인 버전을 통한 LTS기술의 축적은 특별한 보안이 요구되는 금융등 산업계에서 장기적이고 안정된 IT 관리를 위한 매우 적절한 조처다.
| 버전 번호 | 코드명            | 배포일           | 지원 기간                        | 지원 기간                        | 커널 버전 |
| 버전 번호 | 코드명            | 배포일           | 데스크톱                         | 서버                             | 커널 버전 |
| --------- | ----------------- | ---------------- | -------------------------------- | -------------------------------- | --------- |
| 4.10      | Warty Warthog     | 2004년 10월 20일 | 2006년 4월 30일                  | 2006년 4월 30일                  | 2.6.8     |
| 5.04      | Hoary Hedgehog    | 2005년 4월 8일   | 2006년 10월 31일                 | 2006년 10월 31일                 | 2.6.10    |
| 5.10      | Breezy Badger     | 2005년 10월 13일 | 2007년 4월 13일                  | 2007년 4월 13일                  | 2.6.12    |
| 6.06 LTS  | Dapper Drake      | 2006년 6월 1일   | 2009년 7월 14일                  | 2011년 6월 1일                   | 2.6.15    |
| 6.10      | Edgy Eft          | 2006년 10월 26일 | 2008년 4월 25일                  | 2008년 4월 25일                  | 2.6.17    |
| 7.04      | Feisty Fawn       | 2007년 4월 19일  | 2008년 10월 19일                 | 2008년 10월 19일                 | 2.6.20    |
| 7.10      | Gutsy Gibbon      | 2007년 10월 18일 | 2009년 4월 18일                  | 2009년 4월 18일                  | 2.6.22    |
| 8.04 LTS  | Hardy Heron       | 2008년 4월 24일  | 2011년 5월 12일                  | 2013년 5월 9일                   | 2.6.24    |
| 8.10      | Intrepid Ibex     | 2008년 10월 30일 | 2010년 4월 30일                  | 2010년 4월 30일                  | 2.6.27    |
| 9.04      | Jaunty Jackalope  | 2009년 4월 23일  | 2010년 10월 23일                 | 2010년 10월 23일                 | 2.6.28    |
| 9.10      | Karmic Koala      | 2009년 10월 29일 | 2011년 4월 30일                  | 2011년 4월 30일                  | 2.6.31    |
| 10.04 LTS | Lucid Lynx        | 2010년 4월 29일  | 2013년 5월 9일                   | 2015년 4월 30일                  | 2.6.32    |
| 10.10     | Maverick Meerkat  | 2010년 10월 10일 | 2012년 4월 10일                  | 2012년 4월 10일                  | 2.6.35    |
| 11.04     | Natty Narwhal     | 2011년 4월 28일  | 2012년 10월 28일                 | 2012년 10월 28일                 | 2.6.38    |
| 11.10     | Oneiric Ocelot    | 2011년 10월 13일 | 2013년 5월 9일                   | 2013년 5월 9일                   | 3.0       |
| 12.04 LTS | Precise Pangolin  | 2012년 4월 26일  | 2017년 4월 28일 2019년 4월 (ESM) | 2017년 4월 28일 2019년 4월 (ESM) | 3.2       |
| 12.10     | Quantal Quetzal   | 2012년 10월 18일 | 2014년 5월 16일                  | 2014년 5월 16일                  | 3.5       |
| 13.04     | Raring Ringtail   | 2013년 4월 25일  | 2014년 1월 27일                  | 2014년 1월 27일                  | 3.8       |
| 13.10     | Saucy Salamander  | 2013년 10월 17일 | 2014년 7월 17일                  | 2014년 7월 17일                  | 3.11      |
| 14.04 LTS | Trusty Tahr       | 2014년 4월 17일  | 2019년 4월 30일 2022년 4월 (ESM) | 2019년 4월 30일 2022년 4월 (ESM) | 3.13      |
| 14.10     | Utopic Unicorn    | 2014년 10월 23일 | 2015년 7월 23일                  | 2015년 7월 23일                  | 3.16      |
| 15.04     | Vivid Vervet      | 2015년 4월 23일  | 2016년 2월 4일                   | 2016년 2월 4일                   | 3.19.3    |
| 15.10     | Wily Werewolf     | 2015년 10월 22일 | 2016년 7월 28일                  | 2016년 7월 28일                  | 4.2       |
| 16.04 LTS | Xenial Xerus      | 2016년 4월 21일  | 2021년 4월 2024년 4월 (ESM)      | 2021년 4월 2024년 4월 (ESM)      | 4.4       |
| 16.10     | Yakkety Yak       | 2016년 10월 13일 | 2017년 7월 20일                  | 2017년 7월 20일                  | 4.8       |
| 17.04     | Zesty Zapus       | 2017년 4월 13일  | 2018년 1월 13일                  | 2018년 1월 13일                  | 4.10      |
| 17.10     | Artful Aardvark   | 2017년 10월 19일 | 2018년 7월 19일                  | 2018년 7월 19일                  | 4.13      |
| 18.04 LTS | Bionic Beaver     | 2018년 4월 26일  | 2023년 4월 2028년 4월 (ESM)      | 2023년 4월 2028년 4월 (ESM)      | 4.15      |
| 18.10     | Cosmic Cuttlefish | 2018년 10월 18일 | 2019년 7월 18일                  | 2019년 7월 18일                  | 4.18      |
| 19.04     | Disco Dingo       | 2019년 4월 18일  | 2020년 1월 23일                  | 2020년 1월 23일                  | 5.0       |
| 19.10     | Eoan Ermine       | 2019년 10월 17일 | 2020년 7월                       | 2020년 7월                       | 5.3       |
| 20.04 LTS | Focal Fossa       | 2020년 4월 23일  | 2025년 4월 2030년 4월 (ESM)      | 2025년 4월 2030년 4월 (ESM)      | 5.4       |
| 21.04     | Hirsute Hippo     | 2021년 4월 22일  | 2022년 1월                       | 2022년 1월                       | 5.11      |
| 21.10     | Impish Indri      | 2021년 10월 14일 | 2022년 7월                       | 2022년 7월                       | 5.13      |

| 지원 상황 | 지원 상황 | 지원 상황 | 지원 상황 |
| --------- | --------- | --------- | --------- |
| 지원 종료 | 지원 중   | 최신 버전 | 출시 예정 |

- TBA-아직 미정,곧 발표예정

## 릴리즈
릴리즈에 따른 LTS 및 추가연장시큐리티지원(ESM,Extended Security Maintenance)에대한 업데이트의 공식 사이트는 우분투 릴리지즈(www.releases.ubuntu.com)에서 확인 또는 다운로드 가능하다.